# Círculo rojo (película)
Círculo rojo (en francés: Le cercle rouge) es una película francesa de crimen-thriller, de 1970, dirigida por Jean-Pierre Melville y protagonizada por Alain Delon.

## Argumento
Corey (Alain Delon) ha cumplido su condena en una prisión de Marsella y debe enfrentarse de nuevo a la sociedad, pero junto a Vogel (Gian Maria Volonté), un prófugo de la justicia, y para vengarse de su encarcelamiento, se traslada a Paris para robar a Rico, el jefe de la banda a la que pertenecía antes de dar con sus huesos en la cárcel; por supuesto, su antiguo jefe va a intentar por todos los medios que no se salga con la suya. También son perseguidos por el policía Mattei que, con la colaboración de Santi, el dueño de un club nocturno, les tiende una trampa.

## Recepción
Peter Bradshaw lo compara favorablemente con las novelas de Raymond Chandler, con el film Rififi, y dice que anticipa el moderno techno-thriller.
El director John Woo lo considera una obra de culto y escribió un ensayo sobre ello.
Roger Ebert le dio al film cuatro estrellas sobre cuatro.